# Hong Kong Disneyland Resort
Hong Kong Disneyland Resort (chino tradicional: el 香港迪士尼樂園度假區) es un complejo turístico construido por el gobierno de Hong Kong y The Walt Disney Company. Está constituido por un parque temático, Hong Kong Disneyland, tres hoteles (Hong Kong Disneyland Hotel, Disney's Hollywood Hotel y Disney Explorers Lodge) y áreas de entretenimiento, gastronomía y compras. Todo esto se distribuye en 1,3 km² (130 ha) en la isla de Lantau. Está situado en tierras cercanas a la bahía del Penique, en el extremo noreste de la isla de Lantau (aproximadamente a dos kilómetros de la bahía del Descubrimiento), en Hong Kong, China. El complejo fue abierto oficialmente el 12 de septiembre de 2005. 

## Construcción

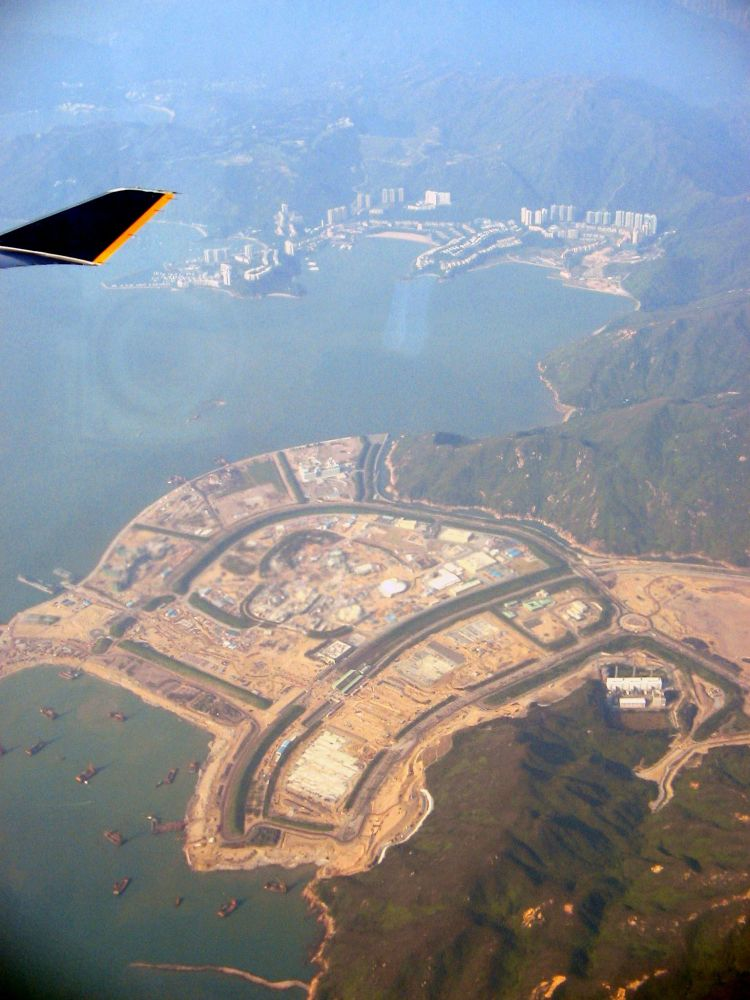
Vista aérea del parque en construcción.

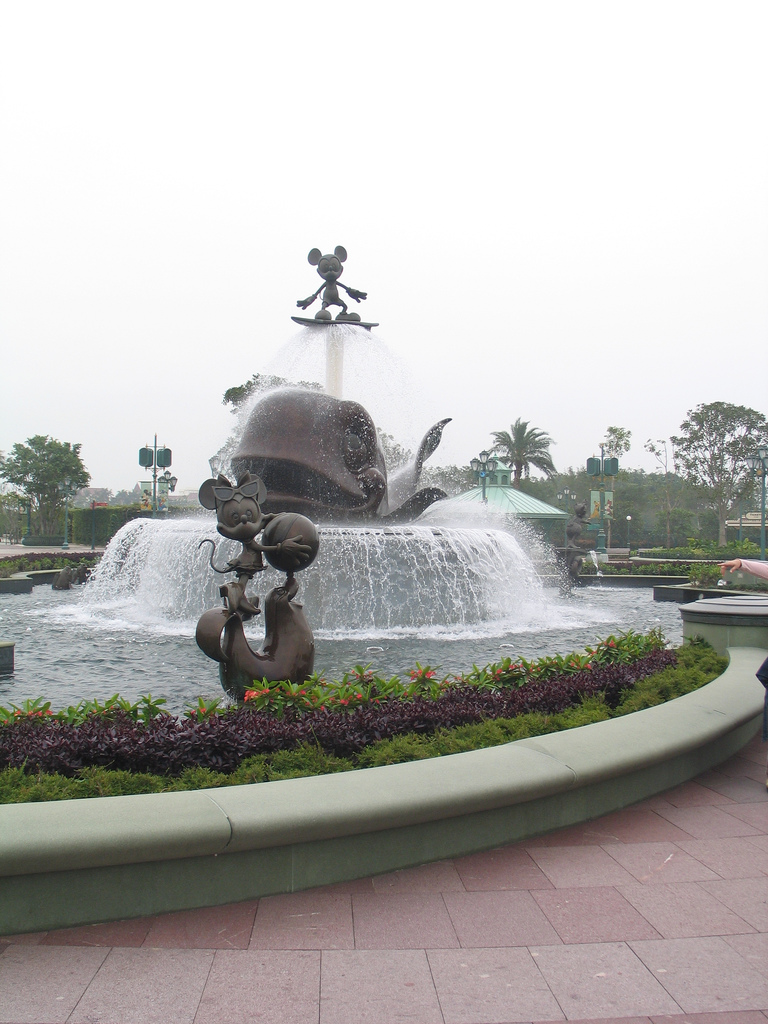
Fuente de agua en Hong Kong Disneyland.

Una compañía conjunta, Hong Kong International Theme Parks Limited (HKITP), fue creada en 1999 y Disney invirtió US$ 316 millones pagando en total el 43% del proyecto. El gobierno de Hong Kong espera que proporcione 18.400 trabajos de apertura y un excedente de hasta 35.800 trabajos para 20 años. Las ventajas económicas totales ascienden a un precio estimado de HK$ 148 mil millones (US$19 mil millones), y cercano al 6% del producto interno bruto (GDP) sobre 40 años de operación.
La construcción del parque temático en sí mismo comenzó en enero de 2003, y se abrió el 12 de septiembre de 2005. Un lago artificial de unas 12 hectáreas también fue creado para responder a las necesidades de irrigación de agua del resort. 
En un esfuerzo de evitar una fricción cultural similar a la que ocurrió cuando Disneyland Paris fue abierto en Francia, Disney ha tomado los controles para hacer que este parque nuevo refleje la cultura local. Los críticos de Nueva York divulgaron que consultores de feng shui ayudaron con la disposición del parque y las áreas temáticas. El rumor fue confirmado cuando en la inauguración se comprobó que uno de los salones de baile principales tenía 888 m² de superficie, pues el número "ocho" significa fortuna en la cultura tradicional china. 
Los hoteles no tienen el piso número cuatro, ya que éste y su enumeración significan mala suerte. Los empleados de Hong Kong Disneyland hablan inglés, cantonés y mandarín, y fueron entrenados en otros parques de Disney mientras el parque era construido. 

Se propone atraer de cinco a seis millones de visitantes desde su año de apertura, sobre todo turistas locales y de países próximos a China. La Organización Mundial del Turismo predice que Hong Kong Disneyland Resort se convertirá en una de los destinos turísticos más importantes del mundo en los quince próximos años. 
Si el primer año de funcionamiento del parque produce buenas ganancias, y el gobierno de Hong Kong y Disney lo consideran propio, la fase dos de la construcción se iniciará (hay sitio para una extensión del 40% de la actual superficie). Los foros de Disney a través de la web han estado ocupados con rumores e ideas para la segunda fase, compuestas principalmente en instalar las atracciones clásicas de Disney que no fueron construidas en la primera fase. En la apertura, Hong Kong Disneyland era el parque más pequeño de todos.
El gobierno de Hong Kong ha hecho claro al público y a Disney que hay tierras al lado del complejo para un segundo parque temático y varios hoteles más, pero esta será vendida por un precio más alto del que Disney pago por el espacio que ya tiene, el gobierno está obligado a vender el espacio a uno de los rivales de la industria de parques temáticos de Disney. Los nombres que se rumorean por las características del espacio son NBCUniversal, Six Flags y Anheuser-Busch. Muchos ven este movimiento como una manera de conseguir más dinero por parte de Disney, pues el gobierno no quiere la construcción de otro parque temático (de otra empresa) en la misma área.

## El complejo

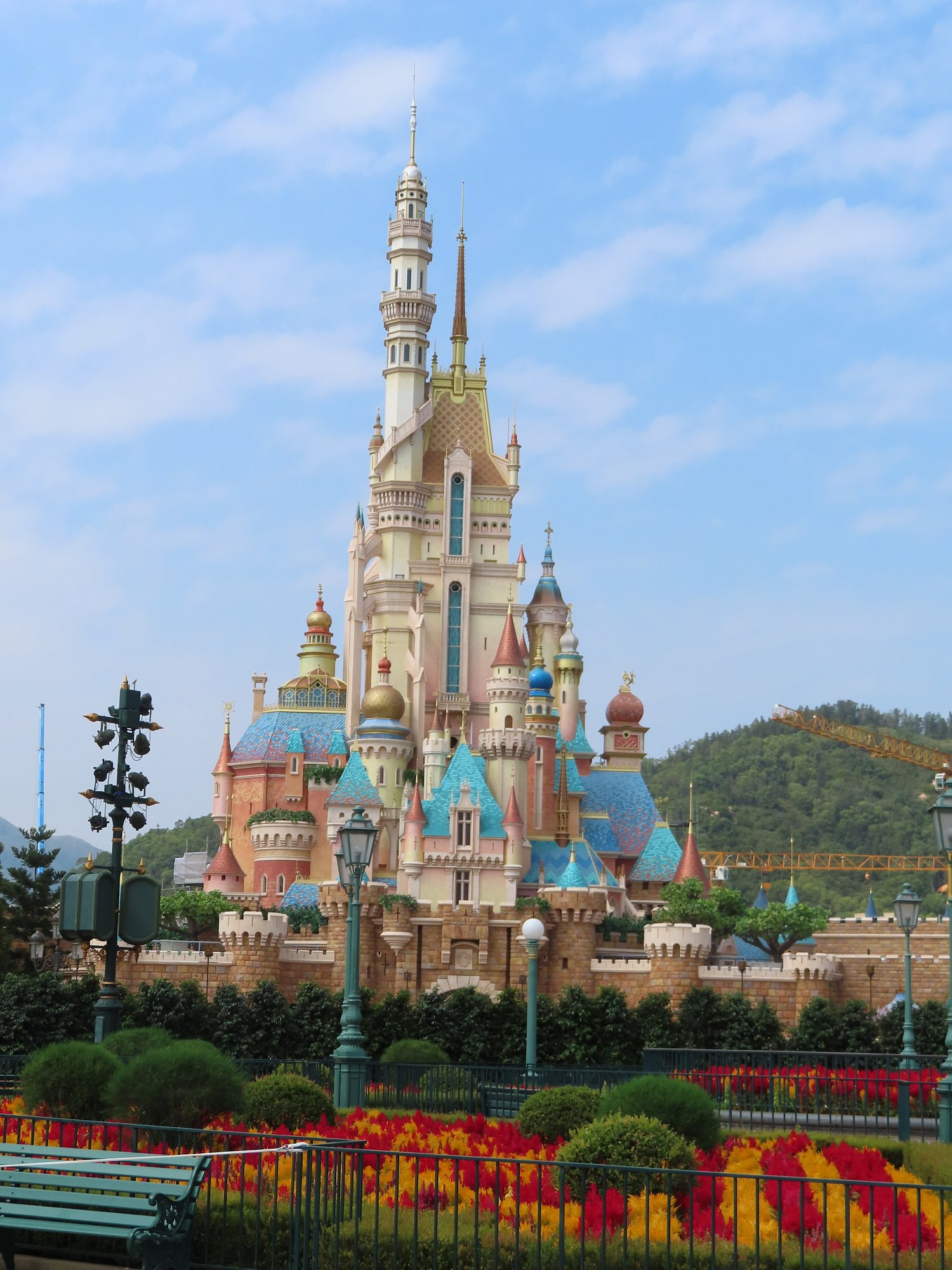
El castillo de Hong Kong Disneyland, Castle of Magical Dreams.

Actualmente, el complejo consiste únicamente en un parque temático de Disney, Hong Kong Disneyland.
Según el acuerdo de la Walt Disney Company y el gobierno de Hong Kong, los terrenos están reservados para un futuro desarrollo del complejo. Sin embargo, no existen planes actualmente para que Hong Kong Disneyland Resort abra un segundo parque temático.
Hong Kong Disneyland posee la división clásica de los parques Magic Kingdom de Disney, se divide en áreas o tierras: Adventureland, Tomorrowland, Fantasyland y Main Street U.S.A. El parque también cuenta con otras tres áreas: Mystic Point, Grizzly Gulch (similar a Frontierland) y Toy Story Land. 
El complejo ofrece tres hoteles: Hong Kong Disneyland Hotel, Disney's Hollywood Hotel y Disney Explorers Lodge.

## Controversias

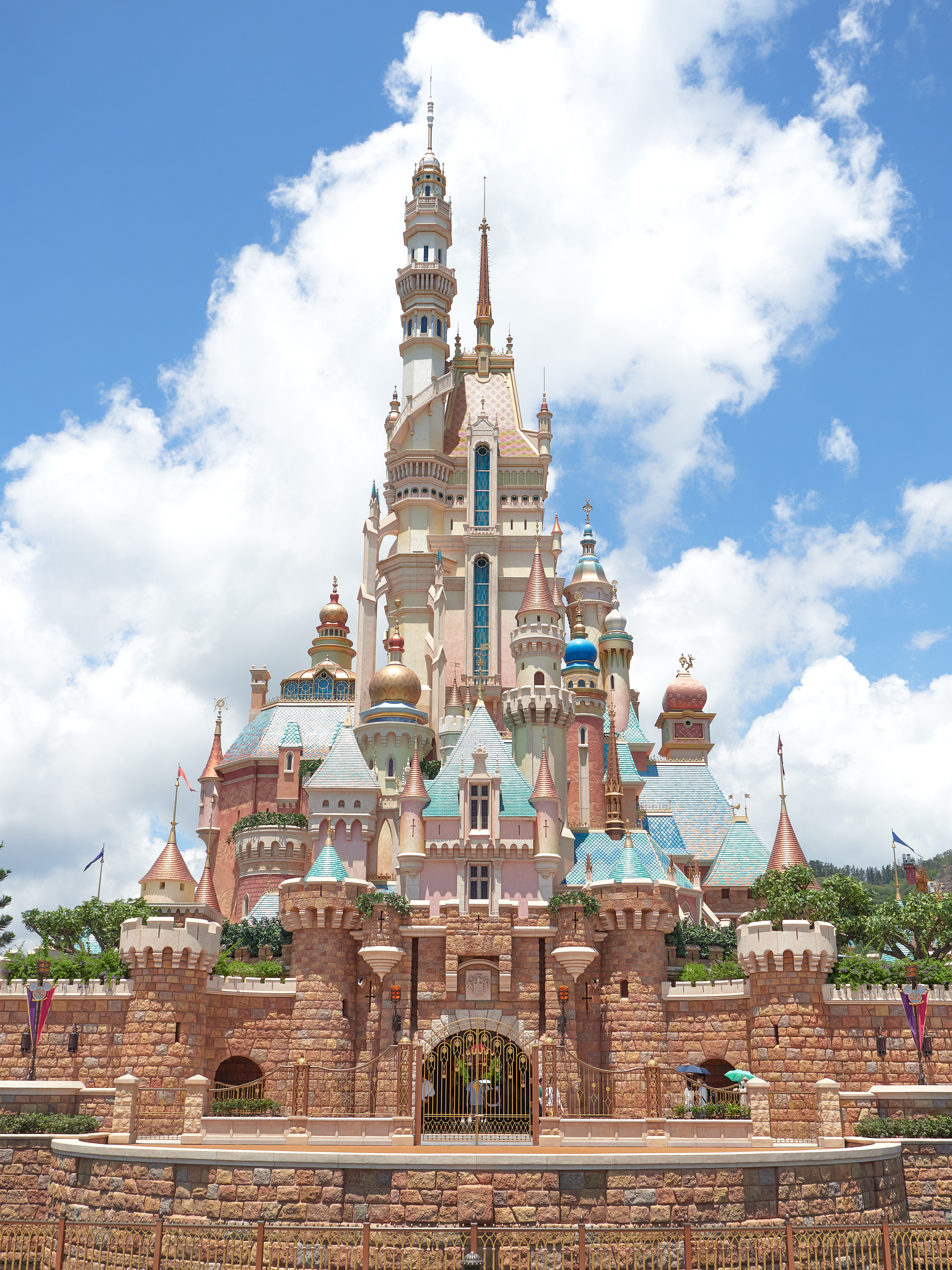
Castle of Magical Dreams en Disneyland Hong Kong

### Rumores de sopa de tiburón
Disney planeó originalmente servir sopa de la aleta del tiburón en los banquetes de bodas, una delicia tradicional de China. Los grupos defensores de los derechos animales presentaron una queja en junio de 2005, citando que las poblaciones de tiburones habitaban las aguas globales y que se utilizan métodos crueles para atraparlos, cortarles la aleta y luego volver a lanzarlos al mar.
Al principio, Disney saco la sopa de sus menús. Pero luego, ya difundida la idea, los habitantes quisieron tenerla en sus bodas. Los administradores del parque declararon que distribuirían panfletos acerca de la conservación del tiburón para eliminar la idea por completo.
Sin embargo, luego de un tiempo, las organizaciones del medio ambiente presionaron al parque y a la compañía, que tuvo que eliminar completamente la sopa de aleta de tiburón de los menús.

### Funcionamiento del complejo
Desde la apertura de Hong Kong Disneyland en septiembre de 2005, la mayoría de los habitantes de Hong Kong ha criticado el tamaño del parque y las atracciones y espectáculos. Además, durante el Año Nuevo Chino de 2006, rechazaron a tantos visitantes del continente que llevaban billetes válidos para entrar en el parque. Algunos visitantes contrariados por su rechazo, intentaron forzar las barreras y trepar por los muros para ingresar. La reputación del complejo fue afectada por este incidente. El parque no podía dejar entrar a tantos visitantes debido a los varios días festivos en los que el parque se llenaba.
Para aumentar las visitas al parque introdujo "pases especiales" en el verano de 2006 para atraer a más visitantes. Cada visitante con un pase de verano podía visitar el parque ilimitadamente durante todo el verano, pagando solamente HK$450. El parque también proporcionó a los visitantes días de fiesta exclusivos para que los poseedores de los pases visiten el parque varias veces, tales como varias ampliaciones de las horas de funcionamiento de Fantasyland o lanzar productos especiales para estos. Aparte de esto, también ofreció entradas libres para los amigos y los miembros de la familia de los empleados del parque. Cada miembro, aunque haya sido despedido, puede invitar a un número limitado de familiares y amigos durante los días de verano. Aunque el parque ha vendido más de 60.000 pases durante el verano, ha fallado en su desafío de 5,6 millones el primer año de operaciones, con aproximadamente 5,2 millones de visitantes el primer año. Los rumores sugirieron que los festejos relativamente discretos del primer aniversario fueron debido a esta mala racha.
El parque temático continuó intentando añadir más visitantes con Disney's Halloween celebrado por primera vez en 2006. Sin embargo, el acontecimiento de Halloween apenas ayudaba a subir las visitas debido a que las celebraciones eran menos emocionantes que las de su rival local: Oceanic Park. Además, Hong Kong Disneyland inició festejos para la mayoría de las celebraciones festivas, tales como Navidad y Año Nuevo chino, en los años 2006 y 2007. También se introdujo Pirates Takeover! para celebrar el estreno de la película Piratas del Caribe: en el fin del mundo a partir de mayo de 2007 todo el verano de 2006. Aunque las visitas al parque siguieron siendo decepcionantes según un informe de la Walt Disney Company publicado en agosto de 2007. Además, South China Morning Post divulgó que las visitas a Hong Kong Disneyland alcanzaran solamente los 4 millones el segundo año, una cantidad mucho más baja que la de su primer año.

### Tamaño del complejo
Los planes para el parque, fueron lanzados a principios de 2001, Hong Kong Disneyland sería basado en la original idea de 1954 planeada para Disneyland en California - de incluir apenas cuatro tierras (Main Street U.S.A., Fantasyland, Adventureland y Tomorrowland). La protesta pública hacia Disney y la dirección del parque acerca de sus tamaño provocó la adición de Frontierland para la futura segunda fase de construcción.
El tamaño oficial que se adquirió al gobierno de Hong Kong además, la porción del predio utilizada en la primera fase es de únicamente 700.000 m². Sin embargo solo una pequeña parte fue utilizada para el parque Hong Kong Disneyland, se estima que está entre 152.100 y 187.200 m². Esto posee una capacidad máxima de 30 000 visitantes, el área por visitante sería de 2.5 m².